# البشير مباركي
البشير مباركي (9 مارس 1996) هو رياضي ورامي قرص مغربي.

## حياته المهنية
حاصل على الميدالية الذهبية في رمي القرص في الألعاب الفرنكوفونية 2017 في أبيدجان، والميدالية البرونزية في بطولة ألعاب القوى الأفريقية 2018 في أسابا. وفائز باللقب في بطولة العرب لألعاب القوى 2019 في القاهرة، وحاصل على الميدالية البرونزية في رمي القرص في الألعاب الإفريقية 2019.

## الجوائز
| التاريخ | البطولة             | المكان  | المركز | الحدث     | المسافة |
| ------- | ------------------- | ------- | ------ | --------- | ------- |
| 2017    | العاب الفرانكوفونية | أبيدجان | 1      | رمي القرص | 57,14 م |
| 2018    | البطولات الافريقية  | اسابا   | 3      | رمي القرص | 54,97 م |
| 2019    | البطولات العربية    | القاهرة | 1      | رمي القرص | 53,56 م |
| 2019    | العاب افريقية       | الرباط  | 3      | رمي القرص | 56,92 م |

## إنجازات شخصية
| الحدث     | الوقت   | مكان       | تاريخ       |
| --------- | ------- | ---------- | ----------- |
| رمي القرص | 58,27 م | فرانكونفيل | 2 مايو 2018 |

## روابط خارجية
- البشير مباركي على موقع الاتحاد الدولي لألعاب القوى (الإنجليزية)